# Resolució 1500 del Consell de Seguretat de les Nacions Unides
La Resolució 1500 del Consell de Seguretat de les Nacions Unides fou adoptada el 14 d'agost de 2003. Després de reafirmar les resolucions anteriors sobre l'Iraq, en particular la Resolució 1483 (2003), el Consell va establir la Missió d'Assistència de les Nacions Unides per a l'Iraq (UNAMI) i va donar la benvinguda a la creació del Consell de Govern iraquià.
El Consell de Seguretat va reafirmar la sobirania i la integritat territorial de l'Iraq i el paper de les Nacions Unides al país. Va donar la benvinguda a la creació del Consell de Govern com un important pas cap a la formació d'un govern representatiu i àmpliament reconegut. La resolució també va establir la UNAMI per ajudar al Secretari General Kofi Annan a implementar el seu mandat sota la Resolució 1483 per un període inicial de dotze mesos. La UNAMI també ajudaria en la coordinació de funcions humanitàries i altres.
La resolució 1500 va ser aprovada per 14 vots contra cap i una abstenció de Síria. El representant sirià va dir que el seu vot reflectia l'opinió del Món Àrab i de la necessitat d'acabar amb l'ocupació de l'Iraq i havia lamentat el procés de consulta que va donar lloc a l'adopció de la resolució actual.